# Dedačov
Dedačov (em húngaro: Dadafalva) é um município da Eslováquia, situado no distrito de Humenné, na região de Prešov. Tem 5,75 km² de área e sua população em 2018 foi estimada em 164 habitantes.

## Demografia
| Ano:        | 1994 | 2004   | 2014   | 2024   |
| ----------- | ---- | ------ | ------ | ------ |
| Broj ljudi: | 159  | 174    | 171    | 156    |
| Razlika:    |      | +9,43% | -1,72% | -8,77% |

| Ano:               | 2023 | 2024 |
| ------------------ | ---- | ---- |
| Número de pessoas: | 156  | 156  |
| Diferença:         |      | +0%  |